# Zlatko Žejnilović
Zlatko Žejnilović (Berane, 17 maart 1994) is een in Montenegro Geboren Servisch-Nederlands voetballer die als aanvaller speelt.
Žejnilović maakte zijn debuut in het professioneel voetbal in de eerste competitiewedstrijd van het seizoen 2013/14 op tegen De Graafschap (2-0 Winst). Hij verruilde begin 2015 Fortuna Sittard voor Spouwen-Mopertingen. Hierna speelde hij voor Vlijtingen VV, Bilzerse Waltwilder VV en sinds medio 2020 voor KVK Wellen.